# Rosyjskie Towarzystwo Biblijne
Rosyjskie Towarzystwo Biblijne (ros. Российское библейское общество) – towarzystwo biblijne założone w 1813 roku, którego celem było udostępnienie Pisma Świętego w języku rosyjskim.
Inicjatorem utworzenia Rosyjskiego Towarzystwa Biblijnego był pastor John Peterson (1776–1855) z Londyńskiego Towarzystwa Biblijnego, który zwrócił się do cara Aleksandra I z propozycją utworzenia podobnego towarzystwa w Rosji. Po uzyskaniu zgody cara Rosyjskie Towarzystwo Biblijne rozpoczęło działalność w roku 1813. Było to ważne wydarzenie dla życia duchowego w Rosji. Towarzystwo postawiło sobie za cel drukowanie i dystrybucję Pisma Świętego dla narodów obecnych w Rosji. Zamiarem była sprzedaż Biblii w niskich cenach a także bezpłatna dystrybucja wśród biednych.
Największym przedsięwzięciem Towarzystwa było wydanie w roku 1822 Nowego Testamentu w przekładzie na nowoczesny język rosyjski.
W roku 1824 metropolita Serafin (Głagolewski) zwrócił się do cara z prośbą o rozwiązanie Towarzystwa. Już rok później zaprzestano sprzedaży Nowego Testamentu. Towarzystwo zostało zamknięte w roku 1826 pod silnym wpływem środowisk konserwatywnych, które uznawały, że łatwy dostęp do Biblii może być niebezpieczny dla porządku społecznego w Rosji. Sam metropolita Serafin uznawał, że dostęp do Biblii w języku rosyjskim będzie sprzyjał rozwojowi idei reformacyjnych wśród prawosławnych wiernych.
Do czasu rozwiązania Rosyjskie Towarzystwo Biblijne wydrukowało około milion egzemplarzy części Pisma Świętego w 26 różnych językach narodów Rosji. Rozwiązanie Towarzystwa wstrzymało tłumaczenie pełnego przekładu Biblii na język rosyjski.